# Greenville (Liberia)
Greenville is de hoofdplaats van de Liberiaanse county Sinoe.
Bij de volkstelling van 2008 telde Greenville 16.434 inwoners.

## Geboren
- Amos Sawyer (1945-2022), politicus en academicus